# كياثون حولي
كياثون حولي (الاسم العلمي: Cyathea annae) هو نوع من النباتات يتبع جنس الكياثون من الفصيلة الكياثونية.